# Bulgnéville
Bulgnéville ist eine französische Kleinstadt mit 1523 Einwohnern (Stand 1. Januar 2022) im Département Vosges in der Region Grand Est (bis 2015 Lothringen); sie gehört zum Arrondissement Neufchâteau und zum Gemeindeverband Terre d’Eau.

## Geografie
Bulgnéville liegt im Einzugsgebiet der oberen Maas im Südwesten der historischen Region Lothringen, unweit der Kurorte Vittel und Contrexéville. Unmittelbar westlich des Ortes verläuft die Autobahn A 31 (Beaune – Luxemburg).
Nachbargemeinden von Bulgnéville sind Sandaucourt und Auzainvilliers im Norden, Mandres-sur-Vair im Osten, Contrexéville im Südosten, Suriauville im Süden, Saulxures-lès-Bulgnéville im Südwesten sowie Vaudoncourt, Morville und Hagnéville-et-Roncourt im Nordwesten.

## Geschichte
Bulgnéville wurde 1172 als Bagneole erstmals erwähnt. Eine Besiedlung bereits in gallorömischer Zeit ist jedoch durch Grabungsfunde belegt. Aus der Zeit der Merowinger stammt ein Friedhof. Im Mittelalter war Bulgnéville eine Festung. Hier fand am 2. Juli 1431 die Schlacht von Bulgnéville um die Erbfolge im Herzogtum Lothringen statt. Die Festung wurde Mitte des 17. Jahrhunderts abgerissen.
Bulgnéville war eine Baronie der Familie Des Salles, die 1708 zur Markgrafschaft (Marquisat) erhoben wurde, zu der 13 Ortschaften gehörten.

### Einwohnerentwicklung
| Jahr      | 1962 | 1968 | 1975 | 1982 | 1990 | 1999 | 2010 | 2020 |
| Einwohner | 880  | 995  | 1128 | 1220 | 1260 | 1286 | 1436 | 1537 |

## Sehenswürdigkeiten
- Kirche St. Peter und Paul aus dem 18. Jahrhundert unter Einbeziehung einer Kapelle aus dem 14. Jahrhundert, deren Decke für eine Orgel angehoben wurde
- Kapelle St. Anna

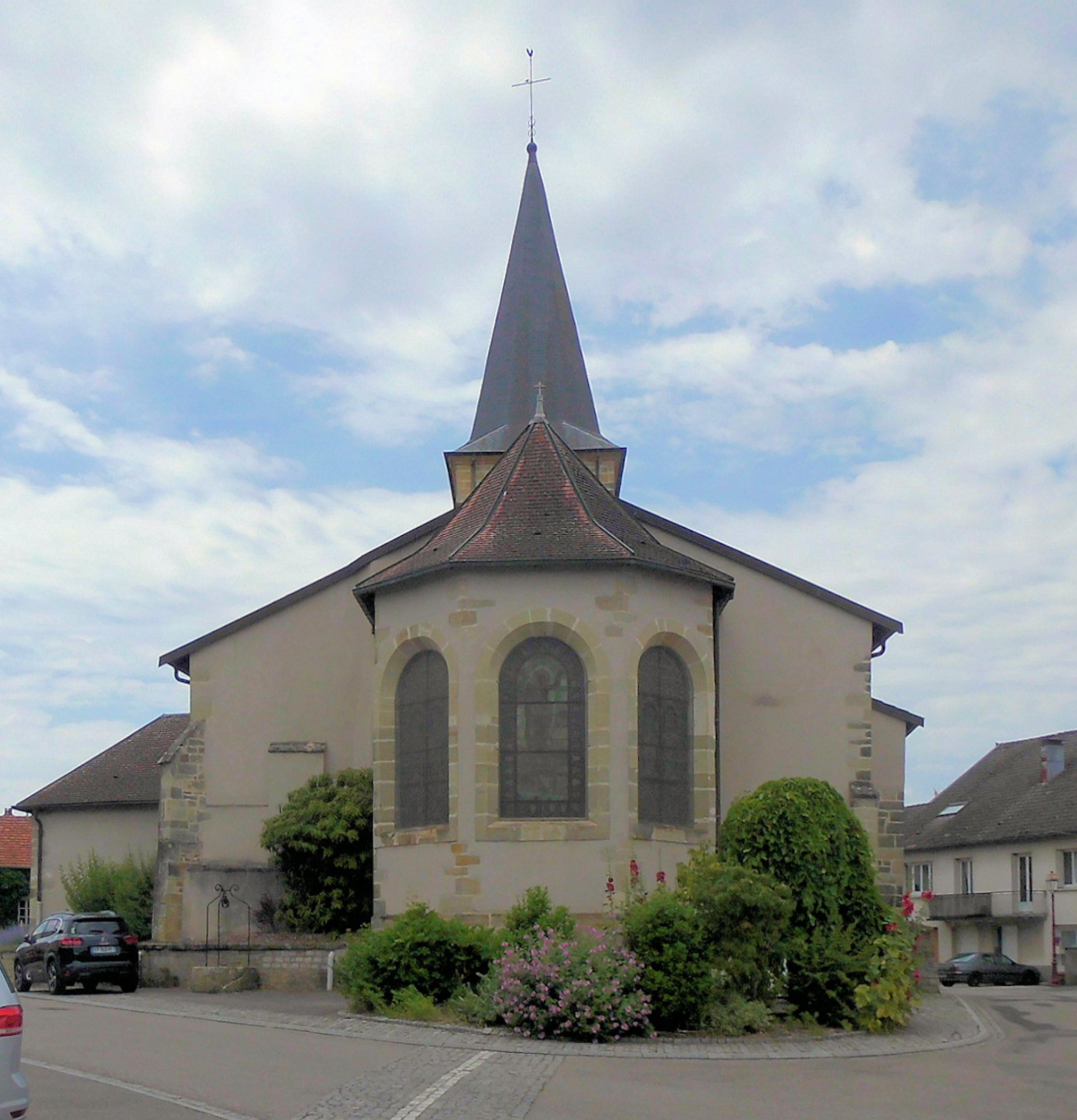
St. Peter und Paul, Südseite
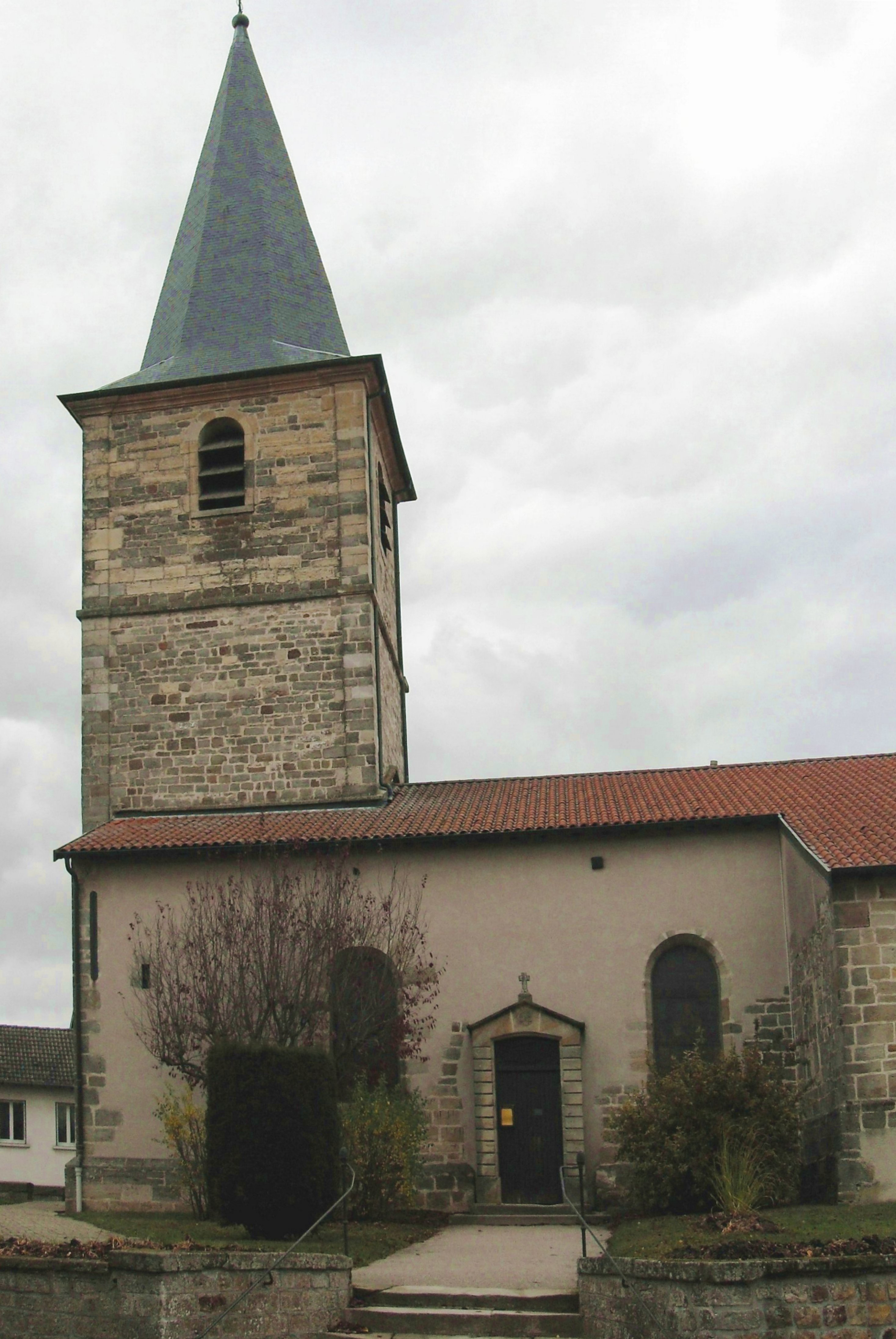
St. Peter und Paul, Ostseite
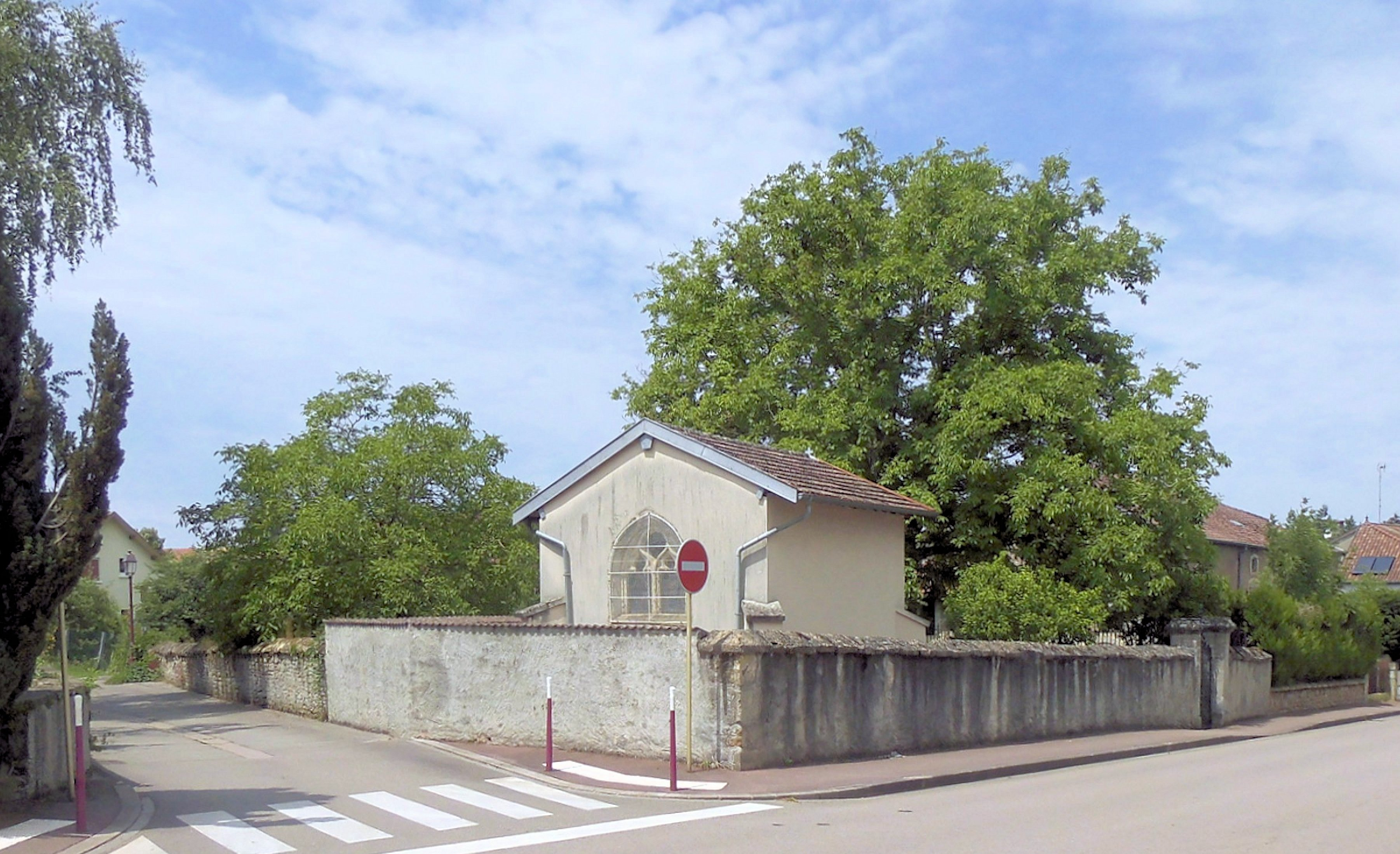
Kapelle St. Anna

## Wirtschaft

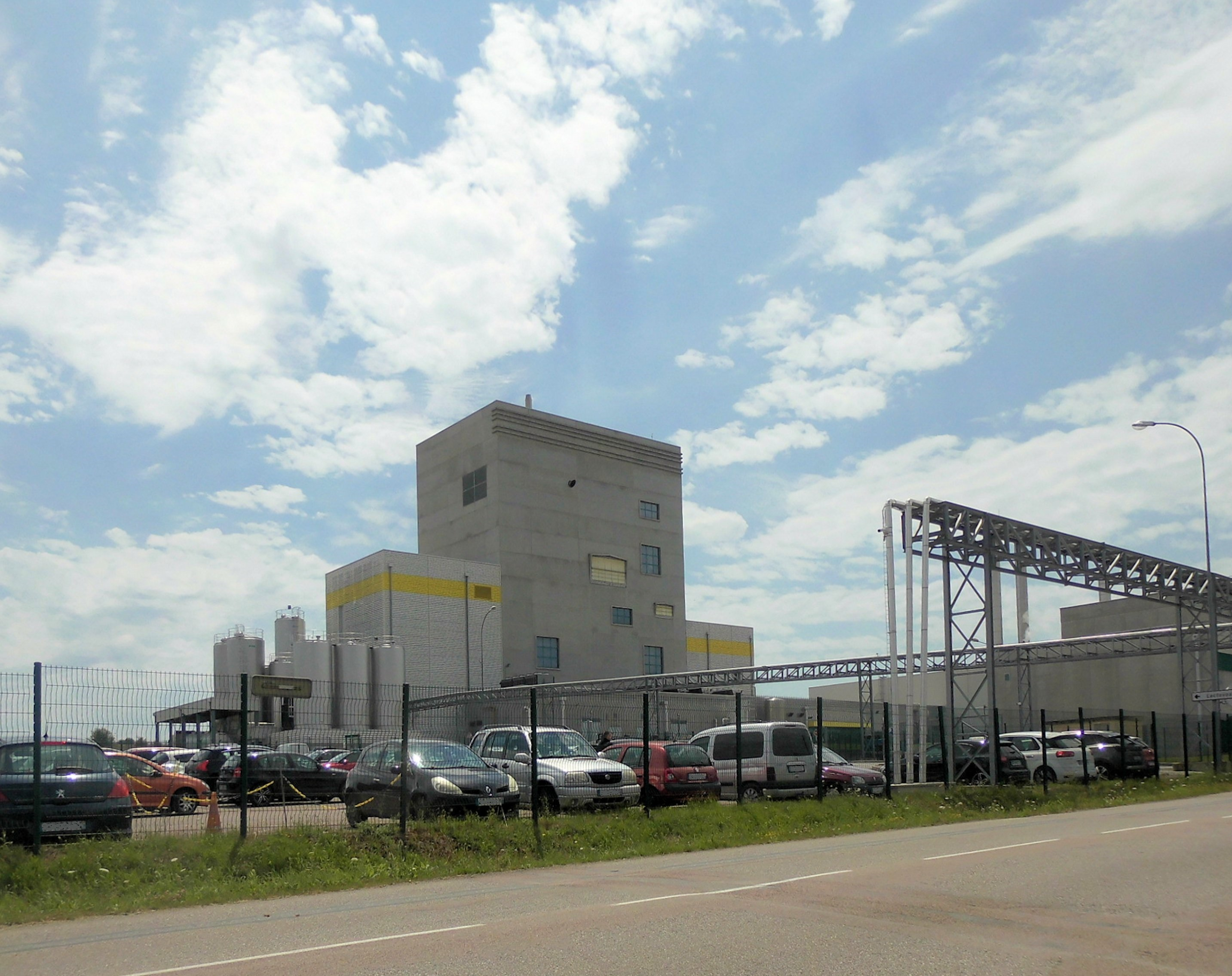
Milch-Sprühtrocknungsanlage „Lactovosges“ als Teil des Käseherstellers Fromagerie de l’Ermitage

Hauptarbeitgeber ist der Käsehersteller Fromagerie de l’Ermitage.

## Gemeindepartnerschaft
- Niederhambach im deutschen Landkreis Birkenfeld (Rheinland-Pfalz)

## Persönlichkeiten
- Jean Lassus (1903–1990), Christlicher Archäologe
- Solveig Dommartin (1961–2007), französische Schauspielerin, ist in Bulgnéville begraben, wo sie einen Teil ihrer Kindheit verbrachte.